# 布里地区博尔讷
布里地区博尔讷（法語：Baulne-en-Brie，法語發音：[bo(l)n ɑ̃ bʁi]），或纯音译作博尔讷昂布里，是法国上法蘭西大區埃纳省的一个旧市镇，属于蒂耶里堡区。2016年，布里地区博尔讷与临近的2个市镇合并为新市镇香槟谷村，布里地区博尔讷为新市镇行政中心。

## 地理
布里地区博尔讷（48°59'14"N, 3°36'50"E）面积18.89 平方千米，位于法国上法蘭西大區埃纳省，该省份为法国北部内陆省份，北起北部省，西接索姆省和瓦兹省，东临阿登省和马恩省，西南至塞纳-马恩省，东北部与比利时接壤。
博尔讷-昂布里与以下市镇或前市区接壤：塞勒莱孔代、拉沙佩勒蒙托东、布里地区孔代、蒙蒂尼莱孔代、帕尔尼拉迪斯、圣阿尼昂、勒布勒伊、韦尔东。

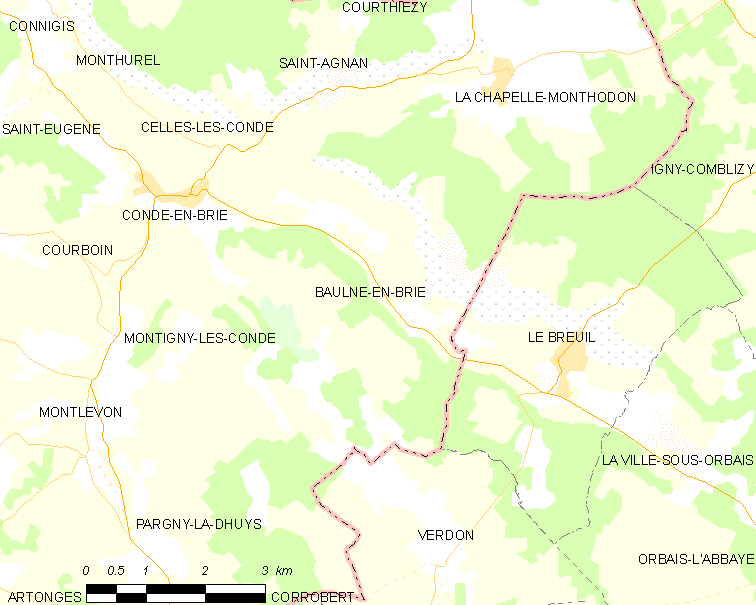
布里地区博尔讷的OSM定位图

布里地区博尔讷的时区为UTC+01:00、UTC+02:00（夏令时）。

## 行政
布里地区博尔讷的邮政编码为02330，INSEE市镇编码为02053。

## 政治
布里地区博尔讷所属的省级选区为马恩河畔埃索姆县。

## 人口

1962-2008年间布里地区博尔讷人口变化图示

布里地区博尔讷于2018年1月1日时的人口数量为264人。